# Liste der Kulturdenkmale in Rielingshausen
In der Liste der Kulturdenkmale in Rielingshausen sind alle unbeweglichen Bau- und Kunstdenkmale (und die erhaltenswerten Gebäude) verzeichnet, die im Denkmalpflegerischen Werteplan Rielingshausen enthalten sind.
| Bild | Bezeichnung                                     | Lage                                 | Datierung | Beschreibung                                                | ID                                                      |
| ---- | ----------------------------------------------- | ------------------------------------ | --------- | ----------------------------------------------------------- | ------------------------------------------------------- |
|      | Alleenstraße                                    |                                      |           | erhaltenswerter historischer Straßenraum                    |                                                         |
|      | Kleinbauernhaus Alleenstraße 1                  | Alleenstraße 1                       |           | Geschützt nach § 2 DSchG                                    |                                                         |
|      | Kleinbauernhaus Alleenstraße 3                  | Alleenstraße 3                       |           | erhaltenswertes historisches Gebäude                        |                                                         |
|      | Wohnhaus Alleenstraße 5                         | Alleenstraße 5                       |           | erhaltenswertes historisches Gebäude                        |                                                         |
|      | Bauernhaus Blumenstraße 1                       | Blumenstraße 1                       |           | erhaltenswertes historisches Gebäude                        |                                                         |
|      | ehemaliges Gasthaus zum Lamm                    | Blumenstraße 2                       |           | Geschützt nach § 2 DSchG                                    |                                                         |
|      | Wohnhaus Burgstraße 2                           | Burgstraße 2                         |           | erhaltenswertes historisches Gebäude                        |                                                         |
|      |                                                 | Forststraße                          |           | erhaltenswerter historischer Straßenraum                    |                                                         |
|      |                                                 | Forststraße 1                        |           | siehe Hauptstraße 29 - erhaltenswertes historisches Gebäude |                                                         |
|      | Wohnhaus Forststraße 5                          | Forststraße 5                        |           | erhaltenswertes historisches Gebäude                        |                                                         |
|      | Wohnhaus Forststraße 12                         | Forststraße 12                       |           | erhaltenswertes historisches Gebäude                        |                                                         |
|      | ehemaliges Forsthaus                            | Forststraße 22                       |           | erhaltenswertes historisches Gebäude                        |                                                         |
|      | Wohnhaus Forststraße 23                         | Forststraße 23                       |           | erhaltenswertes historisches Gebäude                        |                                                         |
|      |                                                 | Ehemalige Großstaffel                |           | erhaltenswerter historischer Fußweg                         |                                                         |
|      | Streckgehöft Hauptstraße 17                     | Hauptstraße 17                       |           | erhaltenswertes historisches Gebäude                        |                                                         |
|      | Doppelwohnhaus Hauptstraße / Forststraße 29 / 1 | Hauptstraße / Forststraße 29 / 1     |           | erhaltenswertes historisches Gebäude                        |                                                         |
|      | Wohnhaus Hauptstraße 35                         | Hauptstraße 35                       |           | Geschützt nach § 2 DSchG                                    |                                                         |
|      | ehemalige Bäckerei                              | Hauptstraße 39                       |           | erhaltenswertes historisches Gebäude                        |                                                         |
|      | Gasthof zur Krone                               | Hauptstraße 43,45,47                 |           | Geschützt nach § 2 DSchG                                    |                                                         |
|      | Gasthaus zum Rößle                              | Hauptstraße 48                       |           | Geschützt nach § 2 DSchG                                    |                                                         |
|      | Streckgehöft Hauptstraße 54                     | Hauptstraße 54                       |           | erhaltenswertes historisches Gebäude                        |                                                         |
|      | Wohnhaus Hauptstraße / Lange Straße 55 / 10     | Hauptstraße / Lange Straße 55 / 10   |           | Geschützt nach § 2 DSchG                                    |                                                         |
|      | Detail des Wohnhauses Hauptstraße 69            | Hauptstraße 69                       |           | erhaltenswertes historisches Detail                         |                                                         |
|      |                                                 | Karlstraße                           |           | erhaltenswerter historischer Fußweg                         |                                                         |
|      | Hofanlage Karlstraße 11, 13, 15                 | Karlstraße 11, 13, 15                |           | erhaltenswertes historisches Gebäude                        |                                                         |
|      | Kelter                                          | Kelterstraße 21 (Karte)              |           | Geschützt nach § 2 DSchG                                    |                                                         |
|      |                                                 | Königstraße                          |           | erhaltenswerter historischer Straßenraum                    |                                                         |
|      | Scheune Königstraße 6                           |                                      |           | erhaltenswertes historisches Gebäude                        |                                                         |
|      | Hofanlage Königstraße / Lange Straße 9 / 5, 9   | Königstraße / Lange Straße 9 / 5, 9  |           | Geschützt nach § 2 DSchG                                    |                                                         |
|      | Ehemalige Brennerei und Wagnerei                | Königstraße 14                       |           | erhaltenswertes historisches Gebäude                        |                                                         |
|      | Wohnhaus Königstraße 24                         | Königstraße 24                       |           | erhaltenswertes historisches Gebäude                        |                                                         |
|      | Wohnhaus Königstraße 26                         | Königstraße 26                       |           | erhaltenswertes historisches Gebäude                        |                                                         |
|      | Wohnhaus Königstraße 28                         | Königstraße 28                       |           | erhaltenswertes historisches Gebäude                        |                                                         |
|      | Scheune Königstraße 38                          | Königstraße 38                       |           | Geschützt nach § 2 DSchG                                    |                                                         |
|      |                                                 | Lange Straße östlicher Abschnitt     |           | erhaltenswerter historischer Straßenraum                    |                                                         |
|      |                                                 | Lange Straße westlicher Abschnitt    |           | erhaltenswerter historischer Straßenraum                    |                                                         |
|      |                                                 | Lange Straße 5, 9                    |           | siehe Königstraße 9 Geschützt nach § 2 DSchG                |                                                         |
|      | Wohnhaus Lange Straße 8                         | Lange Straße 8                       |           | Geschützt nach § 2 DSchG                                    |                                                         |
|      |                                                 | Lange Straße 10                      |           | siehe Hauptstraße 55 Geschützt nach § 2 DSchG               |                                                         |
|      | Wohnhaus Lange Straße 11                        | Lange Straße 11                      |           | erhaltenswertes historisches Gebäude                        |                                                         |
|      | Scheune Lange Straße 12                         | Lange Straße 12                      |           | Geschützt nach § 2 DSchG                                    |                                                         |
|      | Wohnhaus Lange Straße 14                        | Lange Straße 14                      |           | Geschützt nach § 2 DSchG                                    |                                                         |
|      | Hofanlage Lange Straße 15                       | Lange Straße 15                      |           | Geschützt nach § 2 DSchG                                    |                                                         |
|      | Scheune Lange Straße 16                         | Lange Straße 16                      |           | Geschützt nach § 2 DSchG                                    |                                                         |
|      | Wohnhaus Lange Straße 17                        | Lange Straße 17                      |           | erhaltenswertes historisches Gebäude                        |                                                         |
|      | Wohnhaus Lange Straße 18                        | Lange Straße 18                      |           | Geschützt nach § 2 DSchG                                    |                                                         |
|      | Wohnhaus Lange Straße 24                        | Lange Straße 24                      |           | erhaltenswertes historisches Gebäude                        |                                                         |
|      | Hofanlage Lange Straße 26,28,32,34              | Lange Straße 26,28,32,34             |           | Geschützt nach § 2 DSchG                                    |                                                         |
|      | Scheune Lange Straße 29, 31, 31/1               | Lange Straße 29, 31, 31/1            |           | erhaltenswertes historisches Gebäude                        |                                                         |
|      | Wohnhaus Lange Straße 33                        | Lange Straße 33                      |           | erhaltenswertes historisches Gebäude                        |                                                         |
|      | Hofanlage Lange Straße 40,42,44,46              | Lange Straße 40,42,44,46             |           | Geschützt nach § 2 DSchG                                    |                                                         |
|      | Wohnhaus Lange Straße 50                        | Lange Straße 50                      |           | erhaltenswertes historisches Gebäude                        |                                                         |
|      | Wohnhaus Lange Straße 56                        | Lange Straße 56                      |           | erhaltenswertes historisches Gebäude                        |                                                         |
|      |                                                 | Lindenstraße                         |           | erhaltenswerter historischer Straßenraum                    |                                                         |
|      | Bauernhaus Lindenstraße 2                       | Lindenstraße 2                       |           | Geschützt nach § 2 DSchG                                    |                                                         |
|      | Backhaus                                        | Lindenstraße 11                      |           | Geschützt nach § 2 DSchG                                    |                                                         |
|      | Friedhofsmauer samt Leichenhaus                 | Ludwig-Hofacker-Straße               |           | Geschützt nach § 2 DSchG                                    |                                                         |
|      | Kleindenkmale                                   | Ludwig-Hofacker-Straße               |           | Geschützt nach § 2 DSchG                                    |                                                         |
|      | Scheune                                         | Ludwig-Hofacker-Straße (neben Nr. 2) |           | Geschützt nach § 2 DSchG                                    |                                                         |
|      | Wohnhaus Ludwig-Hofacker-Straße 3               | Ludwig-Hofacker-Straße 3             |           | erhaltenswertes historisches Gebäude                        |                                                         |
|      | Detail des ehemaligen Schulhauses               | Paul-Gerhard-Straße 5                |           | erhaltenswertes historisches Objekt                         |                                                         |
|      | ehemaliges Lehrerwohnhaus                       | Paul-Gerhard-Straße 14               |           | erhaltenswertes historisches Gebäude                        |                                                         |
|      |                                                 | Rathausplatz                         |           | erhaltenswerter historischer Straßenraum                    |                                                         |
|      | ehemaliges Rathaus                              | Rathausplatz 2                       |           | Geschützt nach § 2 DSchG                                    |                                                         |
|      | ehemaliges Schulhaus                            | Rathausplatz 4, 6                    |           | Geschützt nach § 2 DSchG                                    |                                                         |
|      | Scheune Rathausplatz 7                          | Rathausplatz 7                       |           | Geschützt nach § 2 DSchG                                    |                                                         |
|      | Evangelische Kirche                             | Rathausplatz 8                       |           | Geschützt nach § 2 DSchG                                    |                                                         |
|      | Wohnhaus Rathausplatz 10                        | Rathausplatz 10                      |           | erhaltenswertes historisches Gebäude                        |                                                         |
|      | Evangelisches Pfarrhaus                         | Rathausplatz 12                      |           | Geschützt nach § 2 DSchG                                    | Südliche Ortslage erhaltenswerter historischer Ortsrand |
|      | Keller (hinter Nr. 4) und Scheune               | Zeilstraße 4                         |           | Geschützt nach § 2 DSchG                                    |                                                         |